# Ad Bax
Adriaan "Ad" Bax (nascido em 1956) é um biofísico molecular holandês-americano. Ele nasceu na Holanda e é o chefe da seção de espectroscopia de RMN biofísica nos Institutos Nacionais de Saúde. Ele é conhecido por seu trabalho na metodologia da espectroscopia de RMN biomolecular.

## Biografia
Bax nasceu na Holanda. Ele estudou na Universidade Técnica de Delft, onde obteve seu diploma de engenheiro em 1978, e Ph.D. formado em física aplicada em 1981, depois de passar um tempo considerável trabalhando com Ray Freeman na Universidade de Oxford. Ele trabalhou como pós-doutorado com Gary Maciel na Universidade Estadual do Colorado, antes de ingressar no Laboratório de Física Química do NIH em 1983. Em 1994, tornou-se correspondente da Academia Real Holandesa de Artes e Ciências. Atualmente, ele é o chefe da seção de espectroscopia de RMN biofísica no NIH. Em 2002, ele foi eleito membro da Academia Nacional de Ciências na seção de Biofísica e biologia computacional e membro da Academia Americana de Artes e Ciências. Bax foi premiado com o Prêmio para Revisão Científica NAS 2018 por Revisão Científica e o Prêmio Welch de Química de 2018.

## Trabalho em espectroscopia de RMN
Bax trabalha no campo da espectroscopia de RMN biomolecular e esteve envolvido no desenvolvimento de muitos dos métodos padrão no campo. Ele colaborou extensivamente com os colegas cientistas do NIH Marius Clore, Angela Gronenborn e Dennis Torchia no desenvolvimento da RMN proteica multidimensional. Bax é pioneiro no desenvolvimento de experimentos de ressonância tripla e tecnologia para atribuição de ressonância de proteínas isotopicamente enriquecidas. Ele também esteve fortemente envolvido no desenvolvimento do uso de acoplamentos dipolares residuais e mudanças químicas para determinar o RNA e estruturas de proteínas. Grande parte de seu trabalho recente se concentra nos papéis das proteínas nas membranas. Ele é um dos cientistas mais citados no campo da RMN biomolecular.